# Ivo Škrabalo
Ivo Škrabalo (Sombor, 19 de febrero de 1934 – 18 de septiembre de 2011) fue un crítico de cine, guionista y político croata.
Škrabalo nació en Sombor, donda acabó sus estudios antes de mudarse a Zagreb en 1952. Estudió en la Facultad de Derecho de la Universidad de Zagreb y consiguió un máster en derecho internacional , con la tesis doctoral sobre la creación de Bangladés.
También estudió en la Academia de Aete Dramático de Zagreb y se graduó en dirección de cine. Škrabalo trabajó entonces como dramaturgo en los estudios de Zagreb Film (1958–1962) y Jadran Film (1964–1967) para ser contratado como anunciante en Croatia Film en la década de los 60. Dirigió un número de cortometrajes y escribió diferentes guiones destacando la comedia clásica de 1970 Tko pjeva zlo ne misli.
Škrabalo también un prolífico crítico de cine e hizo grandes análisis en el Miroslav Krleža Institute of Lexicography. También publicó cuatro libros sobre la historia del cine croata, como el 101 Years of Film in Croatia 1896–1997 de 1998. También ganó cierta fama por traducciones extravagantes de títulos de películas pornográficas importadas que entraron en distribución nacional en Yugoslavia en la década de los 80.
A principios de los 90, Škrabalo se inclucró en la política. Entre 1991 y 1992 ocupó el cargo de Ministerio de Cultura en el gobierno de Unión Nacional liderada por el Primera Ministro Franjo Gregurić, y fueelegido parlamentario en dos ocasiones– de 1992 a 1995 militó en el Partido Social Liberal Croata (HSLS) y de 2000 a 2003 como miembro en el partido de corta vida LIBRA del cual emergió el Partido Popular Croata. Fue uno de los nombres propuestos por la oposición y rechazado por el presidente Franjo Tuđman durante la crisis de 1995 a 1997.
Su hermano es el científico y diplomático Zdenko Škrabalo.